# 日曜プライム
『日曜プライム』（にちようプライム）は、テレビ朝日系列にて2018年4月8日から2020年9月27日まで、21・22時台を中心に放送された単発特別番組枠。全109回。
本枠では、主にテレビドラマ（ドラマスペシャルやミステリーの2時間ドラマ）や映画（洋画等）を編成した上で放送してきた。

## 概要
テレビ朝日は、2018年4月改編で単発特別番組枠として本枠を新設することを発表。原則として2時間ドラマ枠だが、開始当初から2018年12月までは映画やドラマに加えて、別ジャンル（単発のバラエティ番組等）も放送されていたが、2019年1月以降、別ジャンルの番組は殆ど放送されなくなり、事実上、2時間ドラマ・映画専門のコンテンツに落ち着く形式となった（前身枠である、かつての『土曜ワイド劇場』→『日曜ワイド』や『ミステリースペシャル』、『月曜ワイド劇場』、『土曜洋画劇場』→『日曜洋画劇場』に近い形式）。特に、2時間ドラマの放送頻度が、本枠で再び高くなり、前身枠の流れを汲み、ジャンルがミステリーであることが多かった。『日曜エンタ』以来、1年ぶりに日曜21・22（・23）時台に単発特別番組枠が復活することになった。ただし、淀川長治が進行していた『日曜洋画劇場』とは違い、案内ナビゲーターは不在だった。
本枠の開始に伴い、日曜20:54 - 21:54枠で放送されていた『サンデーステーション』は2018年4月1日より夕方の大型ニュース･ドキュメンタリー番組として日曜16:30 - 18:00枠へ移動となった。また、日曜21:58 - 23:05枠に放送されていた『今夜、誕生!音楽チャンプ』は同年3月11日で終了となり、同年4月15日以降は不定期の特別番組として放送する。
『日曜エンタ』でドラマを放送する際、『今夜のドラマスペシャル』などの事前ミニ枠の設定があったが、本枠では事前ミニ枠として、テレビ朝日に限り、開始から2019年9月29日までの20:58 - 21:00枠に『このあと日曜プライム』を別途設定していた（前拡大の場合を除き、本編のラインナップが何であるかにかかわらず放送）。また、本枠は『日曜エンタ』同様、不定期に終了時刻を繰り下げた拡大版や終了時刻を繰り上げた短縮版を放送することがあった。短縮版放送時は本枠を短縮した分、後続番組『関ジャム 完全燃SHOW』の前拡大で穴埋めした。
2020年4月改編により、同年4月5日から9月27日までは放送時間が11分縮小され、21:00 - 22:54に変更し、2011年9月までの放送時間は、放送時間拡大前の『日曜洋画劇場』以来8年半ぶりとなる。
2020年10月改編で、21時台の前番組でもある『サンデーステーション』が、日曜夕方枠から移動、再び21時台に戻り復帰。並びに22時台も30分ずつのバラエティ番組2本を編成し、21時55分からは『爆笑問題のシンパイ賞!!』が土曜未明（金曜深夜）から移動・改題し『爆笑問題&霜降り明星のシンパイ賞!!』として、22時25分からは『テレビ千鳥』が水曜未明（火曜深夜）から、それぞれ枠移動。これらに取って代わられる形で、同年9月27日で終了。『日曜プライム』は、2年半の放送に終止符を打つ事となり、以降2時間ドラマの新作の放送は番組改編期および年末年始の特番として通常の『木曜ミステリー』〜『木曜ドラマ』を放送する枠（おおむね20:00 - 21:54頃までが多い）か、従来の日曜プライムだった枠に不定期で放送されることが多くなり、映画についても、同様に不定期で放送されている。
そして本番組終了から約1年半後の2022年4月から9月まで、火曜20・21時台枠にて『火曜プライム』と題する単発特別番組枠が放送されており、そちらはテレビ朝日制作番組と朝日放送テレビ制作番組の交互放送の単発特番枠であった。
TBSの日曜劇場と同じ時間帯である都合上、TBS側のドラマに出演する俳優の作品は放送しないことになっていた。内野聖陽（臨場・ブラックペアン）・上川隆也（遺留捜査・ノーサイド・ゲーム）など。

## 放送した内容

### 2018年
| 放送日   | タイトル                                                                                      | 備考                 |
| -------- | --------------------------------------------------------------------------------------------- | -------------------- |
| 4月08日  | ドラマスペシャル 探偵物語                                                                     | [ 16 ]               |
| 4月15日  | ドラマスペシャル CHIEF〜警視庁IR分析室〜                                                      | [ 17 ]               |
| 4月22日  | 森村誠一ミステリースペシャル 殺意を運ぶ鞄（終着駅シリーズ32）                                 | [ 18 ] [ 注 3 ]      |
| 4月29日  | 映画・ミッション:インポッシブル/ゴースト・プロトコル                                          | [ 注 4 ]             |
| 5月06日  | ドラマスペシャル 復讐捜査〜警察犬と刑事の殺人追跡行〜                                         | [ 19 ]               |
| 5月13日  | 西村京太郎サスペンス 鉄道捜査官18                                                             |                      |
| 5月20日  | 世界がザワついた（秘）映像 ビートたけしの知らないニュース第16弾                               | [ 注 5 ]             |
| 5月27日  | ドラマスペシャル 再捜査刑事・片岡悠介11                                                       | [ 注 3 ]             |
| 6月10日  | ドラマスペシャル 検事・悪玉2                                                                  | 朝日放送テレビ制作。 |
| 6月17日  | ビートたけしのTVタックル米朝会談ついに実現!元防衛相石破&稲田が緊急参戦SP                      | [ 注 6 ]             |
| 6月24日  | 森村誠一ミステリースペシャル ガラスの密室（終着駅シリーズ33）                                 |                      |
| 7月01日  | 激レアさんを連れてきた。映画みたいな激レアサクセスストーリー ゴールデンSP                     |                      |
| 7月08日  | 国民1万人がガチで投票!アイス総選挙                                                            | [ 注 5 ]             |
| 7月15日  | 警視庁・捜査一課長スペシャル                                                                  | [ 20 ]               |
| 7月22日  | 特捜X実録映像コップ                                                                           | [ 注 7 ]             |
| 7月29日  | 映画・ミッション:インポッシブル/ローグ・ネイション                                            | [ 注 8 ]             |
| 8月05日  | ファン10万人がガチで投票!高校野球総選挙2018                                                   | [ 注 9 ]             |
| 8月12日  | 法医学教室の事件ファイル44                                                                    |                      |
| 8月19日  | 映画・君の膵臓をたべたい                                                                      | [ 注 10 ]            |
| 9月02日  | とんねるずのスポーツ王は俺だ!! 2018 夏の決戦スペシャル                                        | [ 注 11 ]            |
| 9月09日  | 陸海空 地球征服するなんてpresents U字工事&破天荒ナスDの大冒険大アマゾンSP第4弾 4時間一挙放送! | [ 注 9 ]             |
| 9月16日  | 西村京太郎トラベルミステリー69 金沢〜東京・殺人ルート 2時間33分の罠                           |                      |
| 9月23日  | ドラマスペシャル 指定弁護士                                                                   |                      |
| 9月30日  | ドクターXスペシャル〜復刻版〜                                                                 | [ 注 10 ]            |
| 10月07日 | 誘拐法廷〜セブンデイズ〜                                                                      | [ 注 12 ]            |
| 10月14日 | 科捜研の女スペシャル                                                                          |                      |
| 10月21日 | おかしな刑事18スペシャル                                                                      |                      |
| 11月11日 | 遺留捜査スペシャル                                                                            |                      |
| 11月18日 | 法医学教室の事件ファイル45スペシャル                                                          |                      |
| 11月25日 | ドラマスペシャル 警部補・碓氷弘一〜マインド〜                                                 |                      |
| 12月16日 | 映画・シン・ゴジラ                                                                            | [ 注 13 ]            |
| 12月23日 | ビートたけしのTVタックル たけし&爆笑問題がメッタ斬り!2018をザワつかせた50人                   | [ 注 14 ] [ 注 6 ]   |

### 2019年
| 放送日   | タイトル                                                                                      | 備考                |
| -------- | --------------------------------------------------------------------------------------------- | ------------------- |
| 1月06日  | 警視庁・捜査一課長スペシャル                                                                  | [ 注 15 ]           |
| 1月13日  | おかしな刑事スペシャル19                                                                      | [ 注 16 ]           |
| 1月20日  | 追悼特別番組 市原悦子さんを偲んで 家政婦は見た!25 美貌の女社長8000億の秘密!!秋子に似た女の謎… | [ 注 17 ]           |
| 1月27日  | 森村誠一ミステリースペシャル「終着駅牛尾刑事50作記念作品〜荒野の証明」（終着駅シリーズ34）    |                     |
| 2月03日  | 松本清張ドラマスペシャル『疑惑』                                                              |                     |
| 2月10日  | 庶務行員 多加賀主水が悪を断つ（シリーズ第2弾）                                                |                     |
| 2月17日  | 棟居刑事の黒い絆                                                                              | [ 注 18 ]           |
| 2月24日  | 遺留捜査スペシャル                                                                            |                     |
| 3月03日  | 温泉若おかみの殺人推理30                                                                      | [ 注 19 ]           |
| 3月17日  | 西村京太郎トラベルミステリー第70作スペシャル 十津川警部vs鉄道捜査官・花村乃里子               |                     |
| 3月24日  | 映画・相棒 -劇場版IV- 首都クライシス 人質は50万人! 特命係 最後の決断                          | [ 注 20 ]           |
| 4月07日  | 特捜9スペシャル                                                                               |                     |
| 4月14日  | ドラマスペシャル アガサ・クリスティ 予告殺人                                                  |                     |
| 4月21日  | 警視庁・捜査一課長スペシャル                                                                  |                     |
| 4月28日  | スペシャルドラマ『未解決の女 警視庁文書捜査官 〜緋色のシグナル〜』                            |                     |
| 5月05日  | 映画・アベンジャーズ/エイジ・オブ・ウルトロン                                                 | 地上波テレビ初放送  |
| 5月12日  | 映画・相棒 -劇場版- 絶体絶命! 42.195km 東京ビッグシティマラソン                               | [ 注 22 ]           |
| 5月19日  | ドラマスペシャル 死命〜刑事のタイムリミット〜                                                 |                     |
| 6月02日  | 映画・関ヶ原                                                                                  | [ 注 23 ]           |
| 6月09日  | 映画・シンデレラ                                                                              |                     |
| 6月16日  | おかしな刑事スペシャル20                                                                      |                     |
| 6月23日  | 法医学教室の事件ファイル46スペシャル                                                          |                     |
| 7月07日  | 警視庁・捜査一課長 新作スペシャル                                                             |                     |
| 7月14日  | 警視庁・捜査一課長 新作スペシャル                                                             |                     |
| 8月04日  | 松本清張生誕110年記念『松本清張 点と線』                                                      | [ 注 24 ]           |
| 8月11日  | 刑事一代 平塚八兵衛の昭和事件史                                                               | [ 注 24 ]           |
| 8月18日  | 松本清張生誕110年記念『十万分の一の偶然』                                                     | [ 注 24 ]           |
| 9月01日  | ナサケの女Special〜国税局査察官〜                                                             | [ 注 24 ] [ 注 25 ] |
| 9月08日  | 深層捜査スペシャル                                                                            | [ 注 26 ] [ 21 ]    |
| 9月15日  | 刑事ゼロスペシャル                                                                            |                     |
| 9月22日  | 黒薔薇2 刑事課強行犯係 神木恭子                                                               |                     |
| 9月29日  | 時効警察・復活スペシャル                                                                      |                     |
| 10月06日 | ドクターY〜外科医・加地秀樹〜                                                                 | [ 注 27 ]           |
| 10月13日 | 警視庁・捜査一課長スペシャル                                                                  |                     |
| 10月20日 | おかしな刑事スペシャル21                                                                      |                     |
| 11月03日 | 森村誠一ミステリースペシャル 終着駅シリーズ35『鬼子母の末裔』                                 |                     |
| 11月10日 | 夢対決2019 とんねるずのスポーツ王は俺だ!!                                                     | [ 注 28 ] [ 注 29 ] |
| 11月17日 | ドラマスペシャル『庶務行員 多加賀主水』（シリーズ第3弾）                                      | [ 注 30 ]           |
| 11月24日 | 遺留捜査 新作スペシャル                                                                       |                     |
| 12月01日 | 遺留捜査 新作スペシャル                                                                       |                     |
| 12月15日 | 警視庁・捜査一課長スペシャル                                                                  |                     |

### 2020年
| 放送日  | タイトル | 備考                          |
| ------- | --- | ----------------------------- |
| 1月05日 | 西村京太郎トラベルミステリー71                                                                               |                               |
| 1月12日 | マグロに賭けた男たち2020“天国と地獄”                                                                         | [ 23 ] [ 注 31 ]              |
| 1月19日 | おかしな刑事 京都スペシャル                                                                                  |                               |
| 1月26日 | 臨場 劇場版                                                                                                  |                               |
| 2月02日 | ドラマスペシャル 全身刑事                                                                                    |                               |
| 2月09日 | ドラマスペシャル 私刑人〜正義の証明〜                                                                        |                               |
| 2月16日 | ドラマスペシャル 『庶務行員 多加賀主水』（シリーズ第4弾）                                                    |                               |
| 2月23日 | 山村美紗サスペンス 狩矢父娘シリーズ20作記念〜京都俳句ツアー殺人事件                                          | [ 注 32 ]                     |
| 3月01日 | ドラマスペシャル 微笑む人                                                                                    |                               |
| 3月15日 | ドラマスペシャル 不協和音 炎の刑事 VS 氷の検事                                                               | [ 注 33 ]                     |
| 3月22日 | ドラマスペシャル 私は代行屋!事件推理請負人                                                                   | 朝日放送テレビ制作。          |
| 3月29日 | ドラマスペシャル 陰陽師                                                                                      | [ 注 34 ]                     |
| 4月05日 | ロンドンハーツ2時間スペシャル 輝く!!日本ドッキリスター大賞                                                   | [ 注 35 ] [ 24 ] [ 注 36 ]    |
| 4月12日 | 春の映画スペシャル シンデレラ                                                                                |                               |
| 4月19日 | ドラマスペシャル DOCTORS〜最強の名医〜 2013                                                                  | 傑作選。                      |
| 4月26日 | 追悼特別番組 岡江久美子さんを偲んで 森村誠一ミステリースペシャル・終着駅シリーズ〜雪の螢（終着駅シリーズ36） | [ 25 ] [ 注 38 ] [ 注 37 ]    |
| 5月03日 | とんねるずのスポーツ王は俺だ!! 特別編                                                                        | [ 注 39 ]                     |
| 5月10日 | ドラマスペシャル 白日の鴉2                                                                                   | [ 26 ] [ 注 37 ]              |
| 5月17日 | ドラマスペシャル 家栽の人                                                                                    | [ 27 ]                        |
| 5月24日 | 法医学教室の事件ファイル47 30周年記念スペシャル                                                              | [ 28 ] [ 29 ] [ 注 37 ]       |
| 5月31日 | ドラマスペシャル 緊急取調室 特別編                                                                           | [ 30 ] [ 注 37 ]              |
| 6月07日 | 刑事ゼロ スペシャル                                                                                          |                               |
| 6月14日 | ナスD大冒険TV特別編 1人ぼっちの無人島0円生活 2時間スペシャル                                                 |                               |
| 6月21日 | ドラマスペシャル スイッチ                                                                                    | [ 31 ] [ 注 37 ]              |
| 7月05日 | ロンドンハーツ2時間スペシャル                                                                                | [ 32 ]                        |
| 7月12日 | しくじり先生 夏の特別授業2時間スペシャル                                                                     |                               |
| 7月19日 | おかしな刑事 スペシャル                                                                                      | [ 33 ] [ 注 37 ]              |
| 7月26日 | 西村京太郎トラベルミステリーFINAL 十津川警部のラストラン                                                     | シリーズ第72作で最終作。      |
| 8月02日 | 劇場版 おっさんずラブ 〜LOVE or DEAD〜                                                                       | 地上波テレビ初放送            |
| 8月09日 | 遺留捜査スペシャル                                                                                           | [ 35 ]                        |
| 8月16日 | ドラマスペシャル 嫉妬                                                                                        | [ 36 ] [ 注 37 ]              |
| 8月23日 | 高校野球特番 2020 君だけの甲子園                                                                             | [ 37 ]                        |
| 8月30日 | ドラマスペシャル お花のセンセイ                                                                              | [ 38 ]                        |
| 9月06日 | ドラマスペシャル 検事・佐方 〜恨みを刻む〜                                                                   | [ 39 ]                        |
| 9月13日 | ドラマスペシャル ドクター彦次郎5                                                                             | [ 40 ]                        |
| 9月20日 | おかしな刑事 京都スペシャル2                                                                                 | [ 41 ]                        |
| 9月27日 | 逆転報道の女 FINAL                                                                                           | 最終作品 朝日放送テレビ制作。 |

## 放送時間の変遷
| 期間         | 期間          | 放送時間（日本時間）         |
| ------------ | ------------- | ---------------------------- |
| 2018年4月8日 | 2020年3月29日 | 日曜日21:00 - 23:05（125分） |
| 2020年4月5日 | 2020年9月27日 | 日曜日21:00 - 22:54（114分） |

## 放送局・配信元
| 放送対象地域   | 放送局                       | 系列           | 放送期間                     | 放送時間                                | ネット状況 |
| -------------- | ---------------------------- | -------------- | ---------------------------- | --------------------------------------- | ---------- |
| 関東広域圏     | テレビ朝日（EX）             | テレビ朝日系列 | 2018年4月8日 - 2020年9月27日 | 日曜 21:00 - 23:05 ↓ 日曜 21:00 - 22:54 | 制作局     |
| 北海道         | 北海道テレビ（HTB）          | テレビ朝日系列 | 2018年4月8日 - 2020年9月27日 | 日曜 21:00 - 23:05 ↓ 日曜 21:00 - 22:54 | 同時ネット |
| 青森県         | 青森朝日放送（ABA）          | テレビ朝日系列 | 2018年4月8日 - 2020年9月27日 | 日曜 21:00 - 23:05 ↓ 日曜 21:00 - 22:54 | 同時ネット |
| 岩手県         | 岩手朝日テレビ（IAT）        | テレビ朝日系列 | 2018年4月8日 - 2020年9月27日 | 日曜 21:00 - 23:05 ↓ 日曜 21:00 - 22:54 | 同時ネット |
| 宮城県         | 東日本放送（KHB）            | テレビ朝日系列 | 2018年4月8日 - 2020年9月27日 | 日曜 21:00 - 23:05 ↓ 日曜 21:00 - 22:54 | 同時ネット |
| 秋田県         | 秋田朝日放送（AAB）          | テレビ朝日系列 | 2018年4月8日 - 2020年9月27日 | 日曜 21:00 - 23:05 ↓ 日曜 21:00 - 22:54 | 同時ネット |
| 山形県         | 山形テレビ（YTS）            | テレビ朝日系列 | 2018年4月8日 - 2020年9月27日 | 日曜 21:00 - 23:05 ↓ 日曜 21:00 - 22:54 | 同時ネット |
| 福島県         | 福島放送（KFB）              | テレビ朝日系列 | 2018年4月8日 - 2020年9月27日 | 日曜 21:00 - 23:05 ↓ 日曜 21:00 - 22:54 | 同時ネット |
| 新潟県         | 新潟テレビ21（UX）           | テレビ朝日系列 | 2018年4月8日 - 2020年9月27日 | 日曜 21:00 - 23:05 ↓ 日曜 21:00 - 22:54 | 同時ネット |
| 長野県         | 長野朝日放送（abn）          | テレビ朝日系列 | 2018年4月8日 - 2020年9月27日 | 日曜 21:00 - 23:05 ↓ 日曜 21:00 - 22:54 | 同時ネット |
| 静岡県         | 静岡朝日テレビ（SATV）       | テレビ朝日系列 | 2018年4月8日 - 2020年9月27日 | 日曜 21:00 - 23:05 ↓ 日曜 21:00 - 22:54 | 同時ネット |
| 石川県         | 北陸朝日放送（HAB）          | テレビ朝日系列 | 2018年4月8日 - 2020年9月27日 | 日曜 21:00 - 23:05 ↓ 日曜 21:00 - 22:54 | 同時ネット |
| 中京広域圏     | 名古屋テレビ（メ〜テレ/NBN） | テレビ朝日系列 | 2018年4月8日 - 2020年9月27日 | 日曜 21:00 - 23:05 ↓ 日曜 21:00 - 22:54 | 同時ネット |
| 近畿広域圏     | 朝日放送テレビ（ABC TV）     | テレビ朝日系列 | 2018年4月8日 - 2020年9月27日 | 日曜 21:00 - 23:05 ↓ 日曜 21:00 - 22:54 | 同時ネット |
| 広島県         | 広島ホームテレビ（HOME）     | テレビ朝日系列 | 2018年4月8日 - 2020年9月27日 | 日曜 21:00 - 23:05 ↓ 日曜 21:00 - 22:54 | 同時ネット |
| 山口県         | 山口朝日放送（yab）          | テレビ朝日系列 | 2018年4月8日 - 2020年9月27日 | 日曜 21:00 - 23:05 ↓ 日曜 21:00 - 22:54 | 同時ネット |
| 香川県・岡山県 | 瀬戸内海放送（KSB）          | テレビ朝日系列 | 2018年4月8日 - 2020年9月27日 | 日曜 21:00 - 23:05 ↓ 日曜 21:00 - 22:54 | 同時ネット |
| 愛媛県         | 愛媛朝日テレビ（eat）        | テレビ朝日系列 | 2018年4月8日 - 2020年9月27日 | 日曜 21:00 - 23:05 ↓ 日曜 21:00 - 22:54 | 同時ネット |
| 福岡県         | 九州朝日放送（KBC）          | テレビ朝日系列 | 2018年4月8日 - 2020年9月27日 | 日曜 21:00 - 23:05 ↓ 日曜 21:00 - 22:54 | 同時ネット |
| 長崎県         | 長崎文化放送（ncc）          | テレビ朝日系列 | 2018年4月8日 - 2020年9月27日 | 日曜 21:00 - 23:05 ↓ 日曜 21:00 - 22:54 | 同時ネット |
| 熊本県         | 熊本朝日放送（KAB）          | テレビ朝日系列 | 2018年4月8日 - 2020年9月27日 | 日曜 21:00 - 23:05 ↓ 日曜 21:00 - 22:54 | 同時ネット |
| 大分県         | 大分朝日放送（OAB）          | テレビ朝日系列 | 2018年4月8日 - 2020年9月27日 | 日曜 21:00 - 23:05 ↓ 日曜 21:00 - 22:54 | 同時ネット |
| 鹿児島県       | 鹿児島放送（KKB）            | テレビ朝日系列 | 2018年4月8日 - 2020年9月27日 | 日曜 21:00 - 23:05 ↓ 日曜 21:00 - 22:54 | 同時ネット |
| 沖縄県         | 琉球朝日放送（QAB）          | テレビ朝日系列 | 2018年4月8日 - 2020年9月27日 | 日曜 21:00 - 23:05 ↓ 日曜 21:00 - 22:54 | 同時ネット |

上記のフルネット局の他、一部の放送回は、クロスネット局（福井放送、テレビ宮崎）や、テレビ朝日系列外の局でも、不定期で遅れネットする場合があった。

### ネット配信
| 配信元               | 更新日時         | 配信期間         | 備考                             |
| -------------------- | ---------------- | ---------------- | -------------------------------- |
| テレ朝キャッチアップ | 日曜 22:54 更新  | 14日             | テレビ朝日の最新話限定で無料配信 |
| TVer                 | 日曜 22:54 更新  | 14日             | テレビ朝日の最新話限定で無料配信 |
| GYAO!                | 日曜 22:54 更新  | 14日             | テレビ朝日の最新話限定で無料配信 |
| テレ朝動画           | 過去放送分       | 過去放送分       | 有料配信                         |
| TELASA               | 過去放送分の一部 | 過去放送分の一部 | 有料会員は一部を除き見放題       |